# Nizan-Gesse
Nizan-Gesse là một xã thuộc tỉnh Haute-Garonne trong vùng Occitanie tây nam nước Pháp. Xã này nằm ở khu vực có độ cao trung bình 390 mét trên mực nước biển.
Sông Gesse tạo thành một phần ranh giới tây bắc thị trấn.